# Dipentylether
Dipentylether is een organische verbinding uit de groep van alkylethers. Het is een ontvlambare kleurloze vloeistof, die bij kamertemperatuur vrijwel onoplosbaar is in water.

## Synthese
Dipentylether kan bereid worden door dehydratie van het alcohol 1-pentanol in aanwezigheid van zwavelzuur.

## Toepassingen
De stof wordt gebruikt als speciaal oplosmiddel, voor de synthese van andere stoffen en als additief in dieselolie om het cetaangetal te verhogen.